# Петля (топологія)

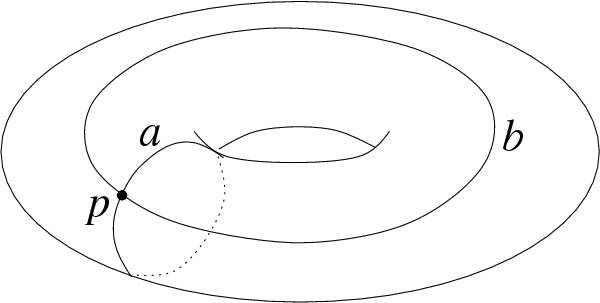
Дві петлі a і b на торі.

Петля в топологічному просторі X— це неперервне відображення f одиничного відрізка I = [0,1] в X, таке що f(0) = f(1). Іншими словами, це шлях, початкова точка якого збігається з кінцевою.
Петлю можна також розглядати як неперервне відображення f одиничного кола S1 в X, оскільки S1 можна вважати фактор-простором одиничного відрізка I при ототожненні 0 з 1.
Нехай X — топологічний простір, x0 ∈X. Неперервне відображення l: S1 → X, таке що l(1) = x0, називається круговою петлею в x0. Кожній круговій петлі в точці x0 можна зіставити петлю простору X у тій самій точці, взявши композицію l з відображенням I →S1, заданим формулою t →e2πit. У такий спосіб з кругової петлі може бути отримана будь-яка петля.
Кругові петлі називаються гомотопними (або еквівалентними), якщо вони {1}-гомотопні (тобто, якщо гомотопія між ними є пов'язаною в точці 1 ∈ S1). Відповідні класи еквівалентності називаються гомотопічними класами петель.
Непорожній топологічний простір називається однозв'язним, якщо він лінійно зв'язний і будь-яка петля в ньому гомотопна постійній петлі.
Множина гомотопічних класів петель у точці утворює групу з операцією композиції шляхів. Ця група називається фундаментальною групою простору X у позначеній точці x0.
Множина всіх петель в X утворює простір, який називається простором петель простору X.